# Alexander Baerwald

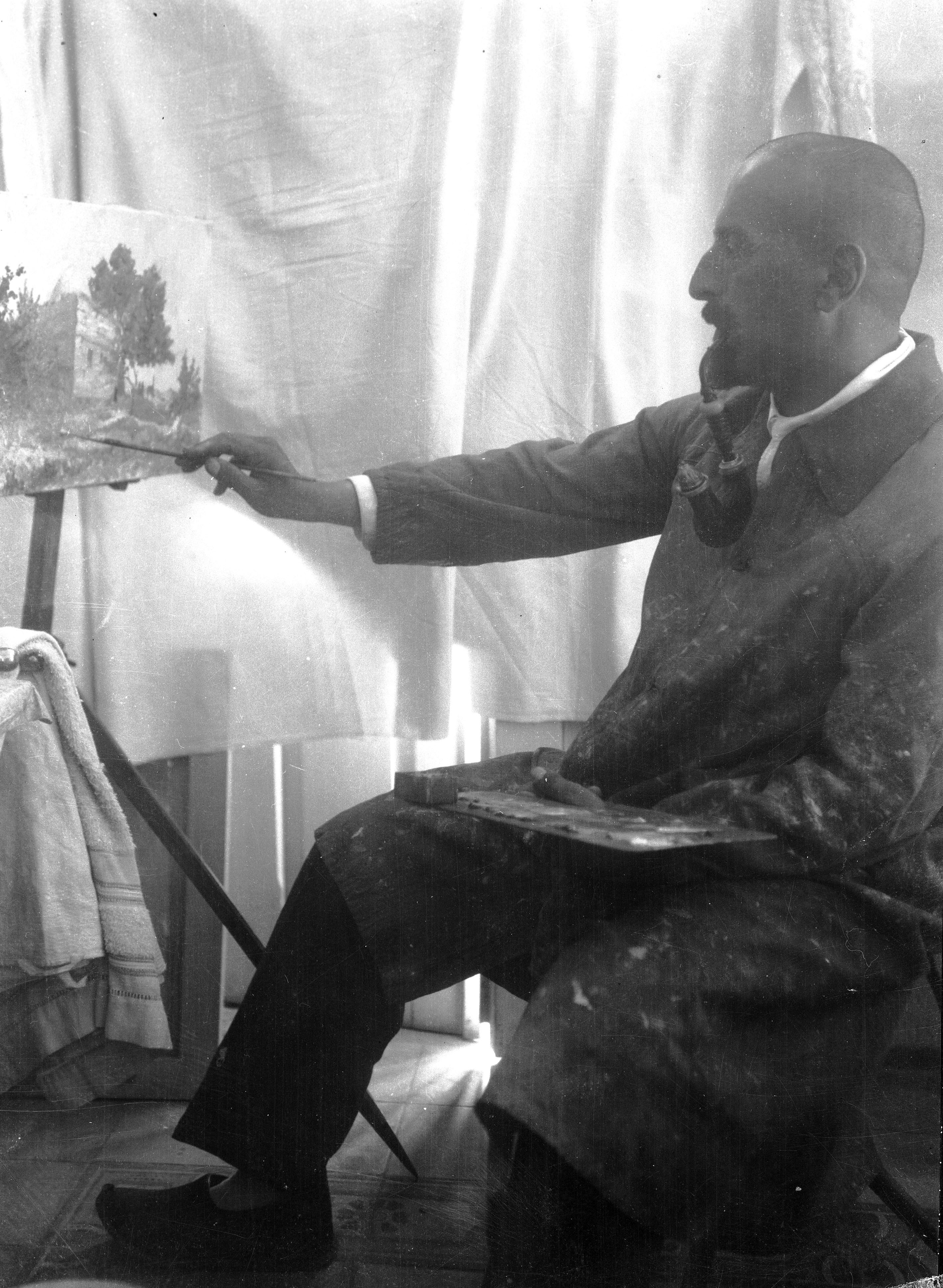
Alexander Baerwald

Alexander Baerwald (* 3. März 1877 in Berlin; † 25. Oktober 1930 in Jerusalem, auch Alex Baerwald) war ein deutsch-jüdischer Architekt, Maler und Musiker. Ab den 1910er Jahren trat er schulbildend durch Bauten und Siedlungsentwürfe in Palästina hervor, in denen er westeuropäische Bautechnik mit orientalischen Formen verband.

## Leben

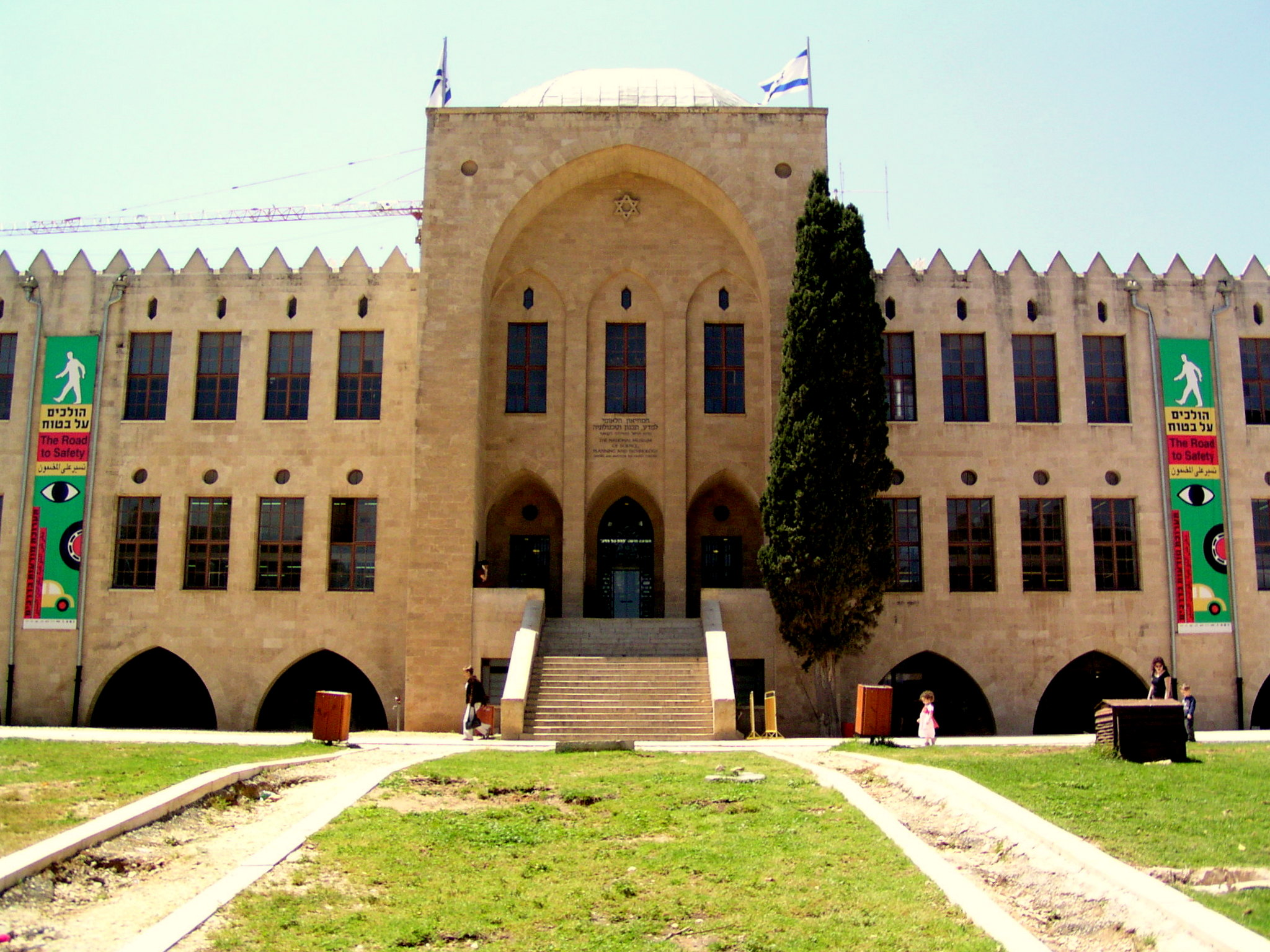
Technion in Haifa

Alexander („Alex“) Baerwald wuchs in einer assimilierten jüdischen Kaufmannsfamilie in Berlin auf. Er studierte von 1897 bis 1901 u. a. an der Technischen Hochschule (Berlin-)Charlottenburg. 1906 heiratete er Lotte Eisenberg, die später als Malerin und Illustratorin hervortrat. In den Jahren bis 1914 überarbeitete der junge Architekt unter Ernst von Ihne das Gebäude der Königlichen Bibliothek (Staatsbibliothek zu Berlin) Unter den Linden. Als Cellist spielte er in einem Quartett zusammen mit Albert Einstein als Geiger. Im Ersten Weltkrieg diente Alexander Baerwald als Artillerie-Leutnant zur See, damit war er der erste deutsch-jüdische Offizier dieses Ranges überhaupt. Bis zu seiner Beurlaubung 1927 war er Beamter in der preußischen Bauverwaltung, zuletzt Ministerialbaurat. Parallel führte Baerwald auch kleinere Bauten wie ein Grabmal für die jüdische Familie Schmoller aus, in welcher jedoch niemand beigesetzt wurde.
Ab 1909 übernahm Alexander Baerwald vom Hilfsverein der deutschen Juden den Auftrag für ein „Technikum“, das spätere Technion in Haifa, das als sein Hauptwerk gelten kann. Die „Anstalt für technische Erziehung in Palästina“ war der erste neuzeitliche Hochschulbau des Landes. Das Sandsteingebäude mit der orientalisch wirkenden Hauptfassade war als Teil eines auf die Küste hin orientierten Ensembles angelegt, zu dem auch das Hebräische Realgymnasium gehört, das seinerzeit von dem Berliner Philologen Arthur Biram geleitet wurde. Das Technion wurde ab 1912 errichtet, blieb durch den Ersten Weltkrieg unfertig, wurde dann Militärhospital und erst 1925 Hochschule. Der Hilfsverein war von Deutsch als Unterrichtssprache ausgegangen, zionistische Kreise konnten aber Hebräisch durchsetzen. Im selben Jahr übersiedelten Ehepaar Baerwald dauerhaft in das britische Mandatsgebiet Palästina und wurden in Haifa ansässig, wo Alexander Baerwald dann selbst als Professor an der von ihm geschaffenen Architektur-Fakultät des Technion lehrte.
Indem Alexander Baerwald beispielsweise orientalisierende Rundbögen mit ziegelgedeckten, europäischen Giebeldächern kombinierte, wurde er richtungweisend für einen akademischen, „deutschen“ Baustil der Pioniergeneration in Palästina (dem späteren Israel). In kritischer Auseinandersetzung mit den rationellen und ästhetischen Gesichtspunkten des Internationalen Stils entwickelte er einen für die dortige Architektur einflussreichen Ansatz, der dezidiert die kulturellen und klimatischen Gegebenheiten des Landes einbezog ohne – vor allem im Innern – auf europäische technische Standards zu verzichten. So berichtete Lotte Baerwald, für ein Handelszentrum in Haifa habe er von 33 Palmen nur drei fällen wollen, das Haus Philips am Berg Carmel (1929/1930) habe er sogar um einen Feigenbaum herum gebaut.

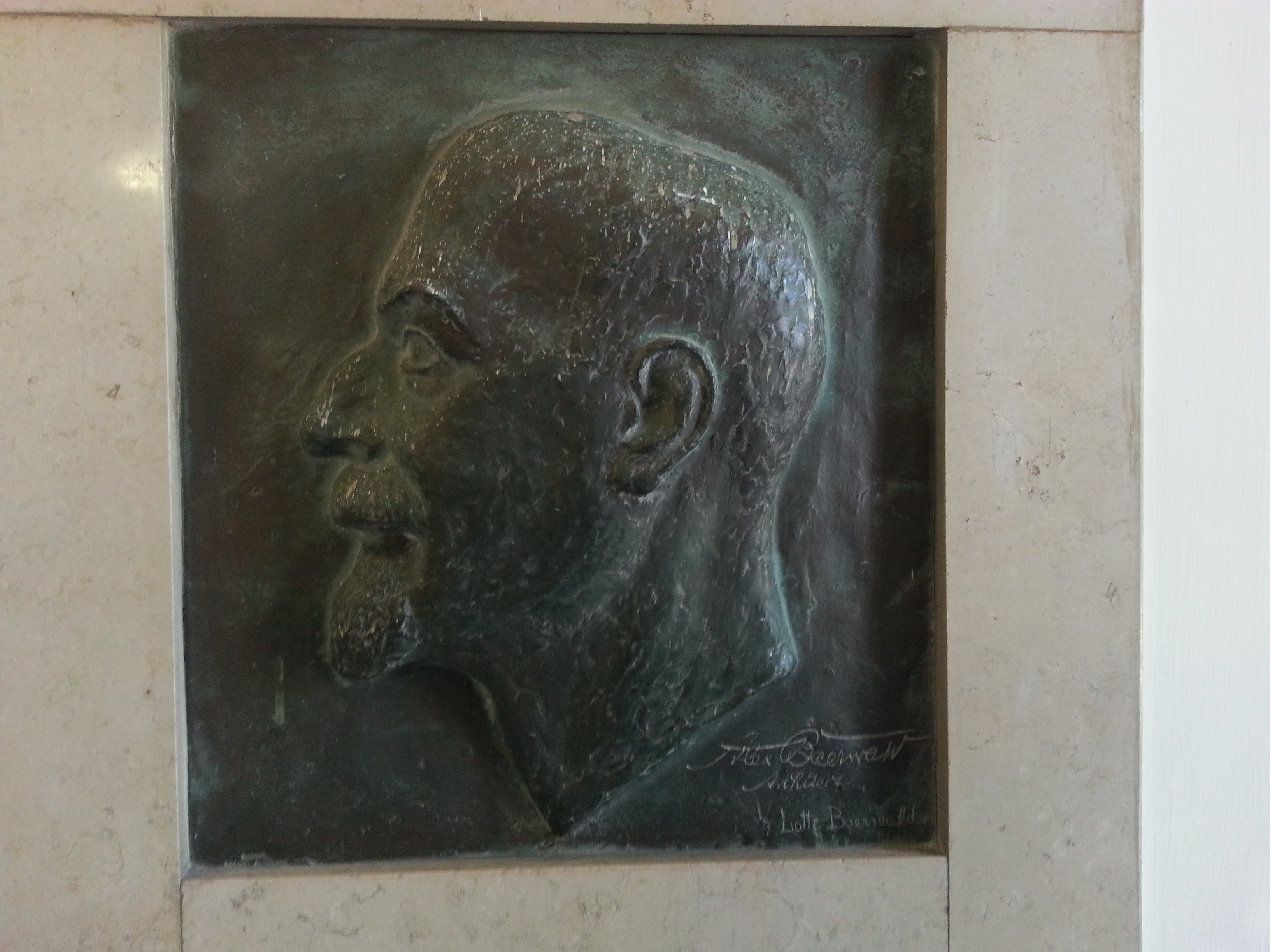
Lotte Baerwald: Relief Alex Baerwalds im Entrée des alten Technions, Haifa

Alex Baerwald malte und zeichnete in großem Umfang Land und Leute und machte Karikaturen. Zusammen mit seiner Frau Lotte dichtete er und illustrierte auch Bücher. So entstanden ein Purim-Spiel, die Schattenspiele Esther (1920) und Die Arche Noah (1921).
Alexander Baerwald starb 1930 nach schwerer Krankheit in Jerusalem und ist auf dem Jüdischen Friedhof am Ölberg begraben.

## Weitere Bauten (Auswahl)
Neben Wohn- und Geschäftsbauten in Berlin, Haifa und Tel Aviv entstanden
- 1913 nach Baerwalds Entwurf ein Großer Hof für das landwirtschaftliche Siedlungsprojekt Merchawia,
- 1919/1920 plante er eine Gartenstadt mit kleinen Siedlungshäusern zu Ehren des Palästina-Pioniers Max Nordau,
- um 1922 entstand ein Wohnhaus für Hermann Struck in Hadar HaCarmel (Haifa).
- 1924 baute er die Anglo-Palestine Bank in Haifa und das Erdgeschoss der Tahkemoni School in Tel Aviv,
- 1925 das Palatin Hotel in Tel Aviv,
- 1928 das Zentral-Krankenhaus in Afula.

Viele weitere Bauten wurden nicht oder nur teilweise realisiert, z. B. sein Entwurf für die Gedenkstätte auf dem Deutschen Soldatenfriedhof in Nazareth.

## Auszeichnungen
- 1906: Schinkel-Medaille für Entwurf eines Architekturmuseums in Berlin

## Schriften
- Dreifamilienhaus in Dahlem (Berlin). In: Zentralblatt der Bauverwaltung. Nr. 77, 1913, S. 502–504 (zlb.de).
- Ein Siedlungshaus für Palästina. In: Neue jüdische Monatshefte, 1919–1920, Jg. 4, Heft 9/10 (10./25. Februar 1920), S. 208–214
- Das ‚Hebrew Technical Institute‘ in Haifa. In: Palästina, Heft 4–5 (April 1929), S. 23–28